# António Galvão de Andrade

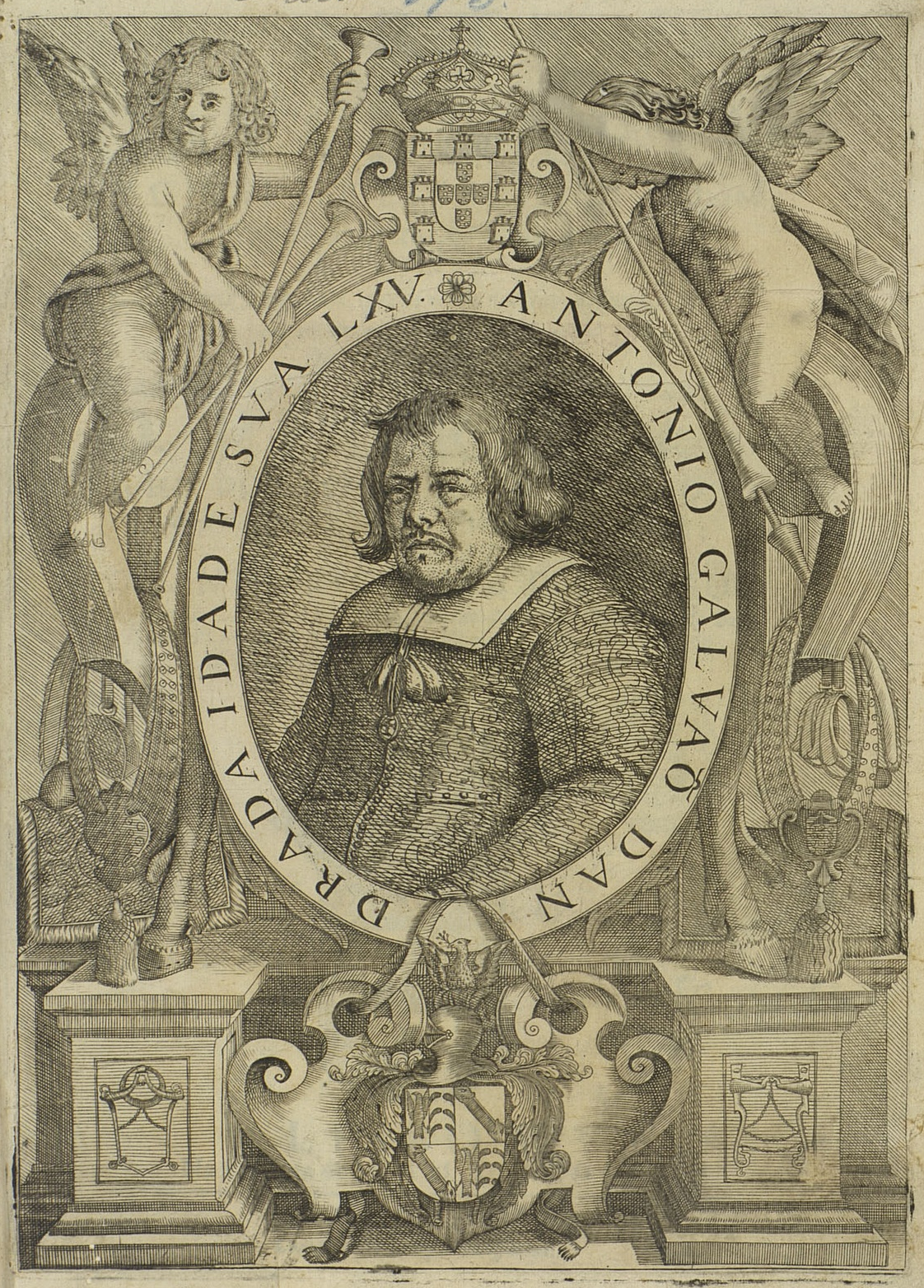
António Galvão d'Andrade (1678)

António Galvão de Andrade (Vila Viçosa, 1613 - 9 de abril de 1689), fidalgo da Casa Real, cavaleiro professo da Ordem de Cristo, comendador de São Tiago de Ourém, e Santa Maria da Caridade, foi o estribeiro-mor de D. João IV de Portugal e dos príncipes D. Teodósio e D. Pedro.
Era filho de Francisco Galvão de Andrade, igualmente estribeiro do duque de Bragança D. Teodósio, e sua mãe, D. Inês Mouro, filha de André Álvares Mouro.

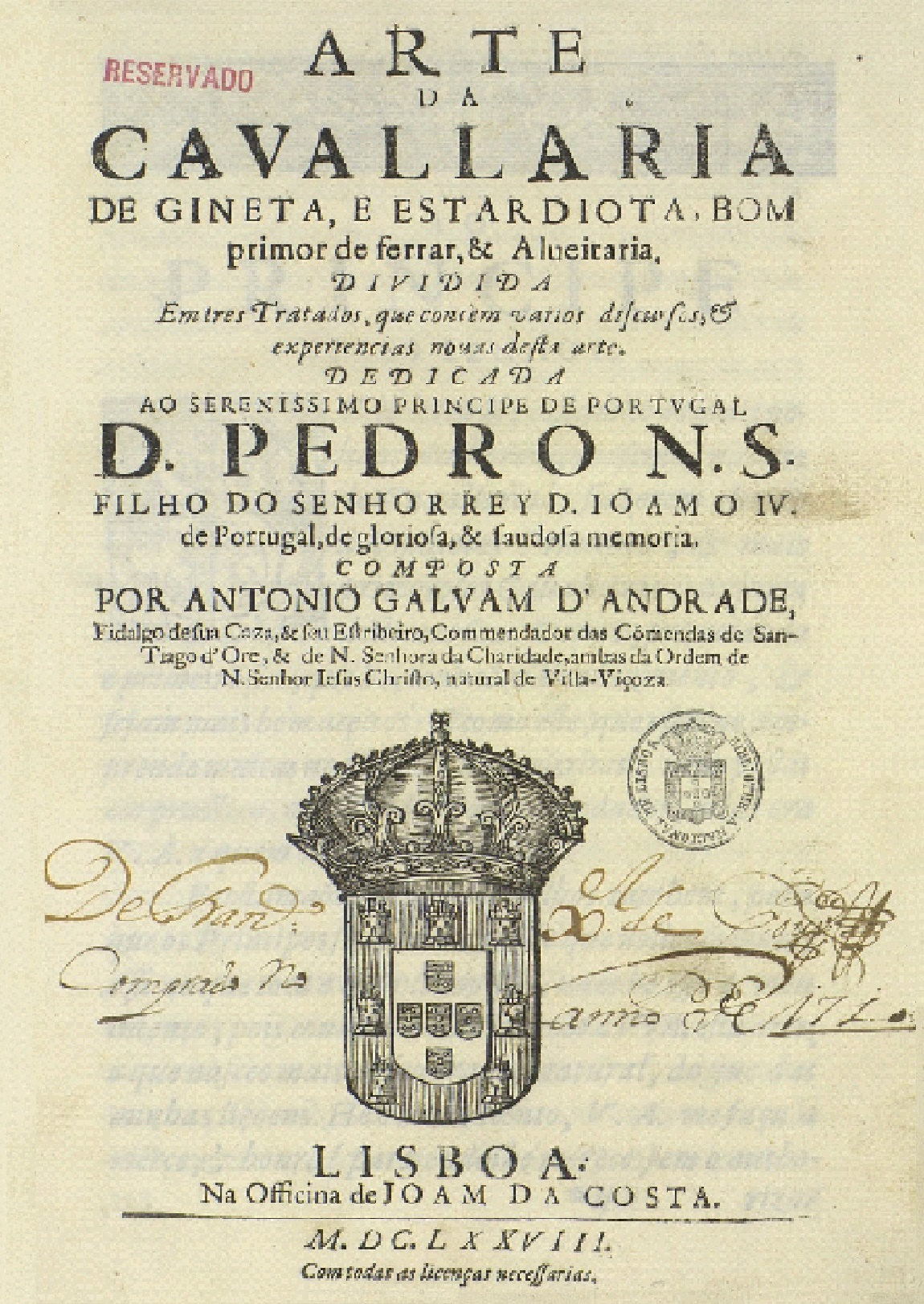
Arte da Cavallaria de Gineta e Estardiota

Escreveu o tratado hípico «Arte da cavallaria de gineta, e estardiota, bom primor de ferrar, & alveitaria», em 1678.